# Aeroportul Internațional Wattay
Aeroportul Internațional Wattay (IATA: VTE, ICAO: VLVT) este un aeroport din Sikhottabong District⁠(d), Vientiane⁠(d), Laos ce deservește zona Vientiane. 
Situat la o altitudine de 172 m, aeroportul dispune de 1 pistă. Este operat de Lao People's Armed Forces⁠(d).

## Infrastructură

### Piste
Aeroportul dispune de o singură pistă. Pista 13/31 are suprafața de asfalt și dimensiunile 3.000 m × 45 m. 